# Edrino
Edrino (bułg. Едрино) – wieś w Bułgarii, w obwodzie Kyrdżali, w gminie Krumowgrad. W 2024 roku liczyła 332 mieszkańców.